# Spine of God
Spine of God (в пер. с англ. Хребет Бога) — дебютный студийный альбом американской стоунер-рок-группы Monster Magnet, выпущенный в 1991 году для европейского рынка, и 1992 в США.

## Об альбоме
Spine of God является первым полноформатным коммерческим релизом Monster Magnet. В то же время, альбом является одной из первых работ, выполненных в жанре стоунер-рок. Звучание пластинки сочетает в себе элементы панка, хеви-метала, психоделического и спейс-рока. Журналом Spin диск был определён на 9-место в списка «10 альбомов 1991, которых вы не слышали».
Spine of God, помимо песен, написанных непосредственно Monster Magnet, содержит кавер-версию композиции группы Grand Funk Railroad «Sin’s a Good Man’s Brother».

## Список композиций
1. «Pill Shovel» — 4:00
2. «Medicine» — 3:21
3. «Nod Scene» — 6:46
4. «Black Mastermind» — 8:13
5. «Zodiac Lung» — 4:44
6. «Spine of God» — 8:02
7. «Snake Dance» — 3:10
8. «Sin’s a Good Man’s Brother» — 3:31
9. «Ozium» — 8:01
10. «Ozium» [Demo] — 8:38 (бонус-трек переиздания 2006 года)

## Участники записи
Monster Magnet
- Дэйв Вайндорф — вокал, гитара, продюсирование
- Джон МакБейн — гитара, продюсирование
- Джо Калландра — бас-гитара
- Джон Клейман — барабаны

Другой персонал
- Стейси Фелон — звукорежиссёр
- Роб Ликок — дизайн
- Саманта Мучинни — фотограф
- Рид Линклеттер мл. — арт-директор
- Александер фон Вейндинг — дизайн (переиздание 2006 года)